# Nerax gossei
Nerax gossei là một loài ruồi trong họ Asilidae. Nerax gossei được Farr miêu tả năm 1965. Loài này phân bố ở vùng Tân nhiệt đới.